# Ostřice tlapkatá
Ostřice tlapkatá (Carex pediformis) je druh jednoděložné rostliny z čeledi šáchorovité (Cyperaceae).

## Popis
Jedná se o rostlinu dosahující výšky nejčastěji 5–40 cm. Je vytrvalá a trsnatá, tvoří drny s krátkými oddenky, ze kterých vyrůstají plazivé větve. Listy jsou střídavé, přisedlé, s listovými pochvami. Lodyha je asi stejně dlouhá jako listy, alespoň nahoře je drsná. Čepele jsou asi 1,5–2 mm široké, slabě drsné, tmavě zelené. Bazální pochvy jsou hnědočervené až fialově hnědé, síťnatě rozpadavé. Ostřice tlapkatá patří mezi různoklasé ostřice, nahoře jsou klásky čistě samčí, dole čistě samičí. Jsou poměrně sblížené a celé květenství připomíná tlapku, odtud název. Samčí klásek bývá pouze jeden, samičí jsou většinou 2–3, vzácněji až 4. Listeny jsou šupinovité se štětinovitou čepelí, alespoň dolní s krátkou pochvou. Okvětí chybí. V samčích květech jsou zpravidla 3 tyčinky. Čnělky jsou většinou 3. Plodem je mošnička, která je asi 3–4 mm dlouhá, pýřitá, zobánek je krátký, na vrcholu nerozeklaný. Každá mošnička je podepřená plevou, která je lesklá, hnědočervená s širokým blanitým lemem, střední žebro však není zelené. Kvete nejčastěji v dubnu až v květnu. Počet chromozómů: 2n = asi 70.

## Rozšíření
Ostřice tlapkatá roste hlavně v Rusku, a to v evropské části a na jižní Sibiři, méně často ve střední a severní Evropě a ostrůvkovitě i jinde v Asii. Mapka rozšíření viz zde: .
Variabilní druh, známo více poddruhů
- Carex pediformis subsp. pediformis

Roste hlavně v Rusku, z ČR není známa.
- Carex pediformis subsp. rhizodes (Blytt) Lindblom, syn.: Carex rhizina Lindblom, někdy považovaná za samostatný druh, roste ve větší části areálu druhu.

Má delší mošničky, cca 3,5–4 mm, kratší samčí klásek, jen 5–12 mm.
- Carex pediformis subsp. macroura (Meinsh.) Podp., syn.: Carex macroura Meinsh, někdy považovaná za samostatný druh, roste hlavně v Rusku, známa ale i z ČR.

Má kratší mošničky, cca 3–3,5 mm, delší samčí klásek, 10–25 mm.

## Rozšíření v Česku
V ČR rostou 2 poddruhy, ostřice tlapkatá oddenkatá (Carex pediformis subsp. rhizodes) roste ve světlých dubohabřinách a suťových lesích roztroušeně v severních a středních Čechách, v Povltaví a na střední a západní Moravě. Ostřice tlapkatá velkonohá (Carex pediformis subsp. macroura) je známa pouze z okolí Mimoně, a jedná se o kriticky ohrožený taxon flóry ČR, kategorie C1.